# Liste der Kulturdenkmale der Alten Dresden-Teplitzer Poststraße

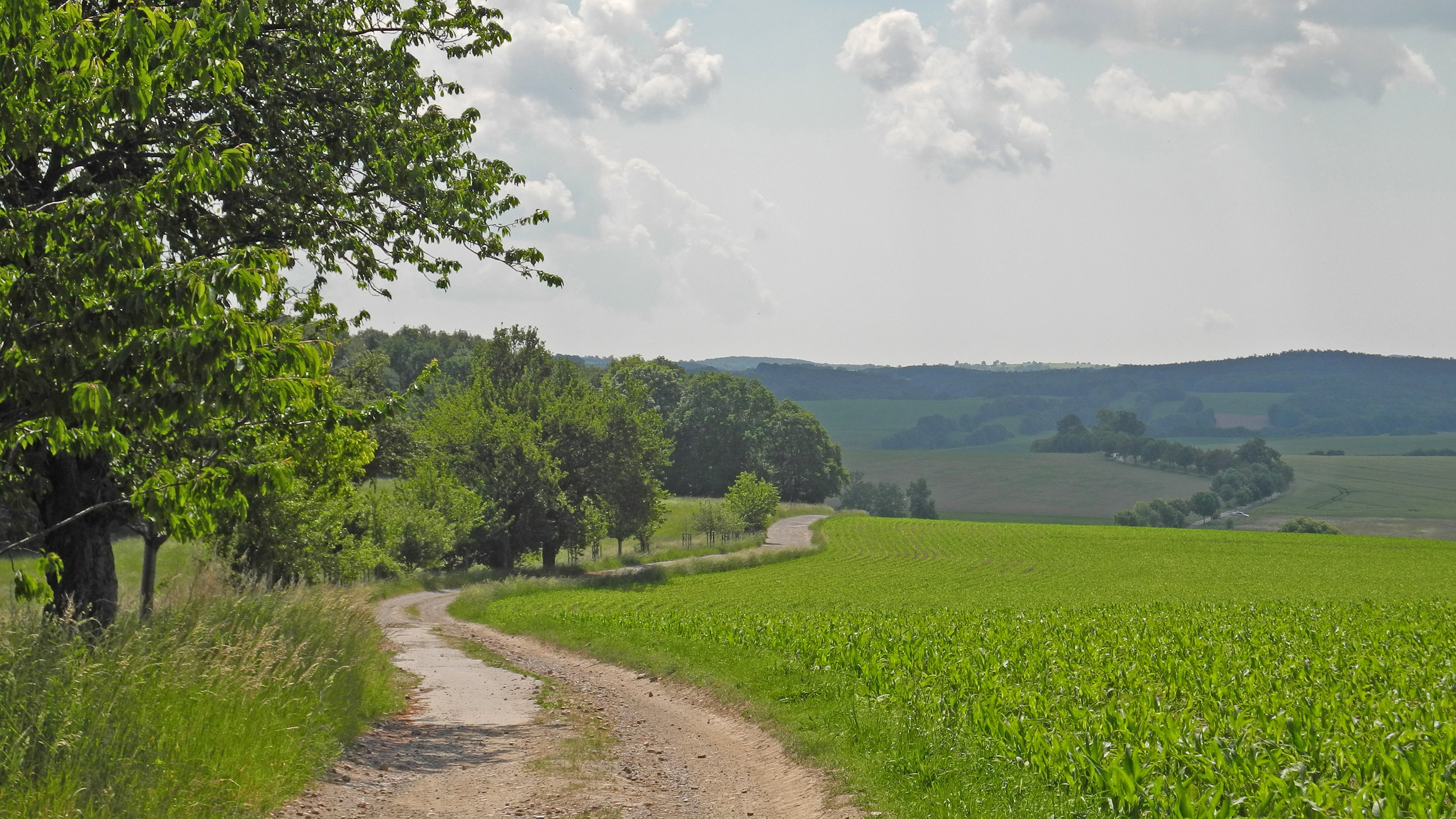
Alte Dresden-Teplitzer Poststraße im OT Herbergen

Die Liste der Kulturdenkmale der Alten Dresden-Teplitzer Poststraße enthält die Einzeldenkmale (Sachgesamtheitsbestandteile) der Sachgesamtheit Alte Dresden-Teplitzer Poststraße und der Sachgesamtheit Kursächsische Postmeilensäulen an dieser Straße. 
In der Denkmalliste des Freistaates Sachsen ist die Alte Dresden-Teplitzer Poststraße unter der Nr. 09229999 als Sachgesamtheit ausgewiesen. 
Diese Sachgesamtheiten bestehen aus Sachgesamtheitsbestandteilen und Einzeldenkmalen, die in den einzelnen Ortsteilen der Gemeinden Dohna, Bahretal, Liebstadt, Bad Gottleuba-Berggießhübel und Altenberg zu finden, siehe Denkmallisten. 
Die Alte Dresden-Teplitzer Poststraße ist eine der besterhaltenen alten Poststrecken in Sachsen. 
Wenn man die Trasse der Alten Poststraße auf der Karte betrachtet, stellt man fest, dass der moderne Verkehrsweg der Autobahn A17 fast auf der gleichen Route entlangführt. Die Anmerkungen sind zu beachten. 
Diese Liste ist eine Teilliste der Liste der Kulturdenkmale in Sachsen.

## Alte Dresden-Teplitzer Poststraße
| Bild | Bezeichnung                                                                                     | Lage                    | Datierung        | Beschreibung | ID       |
| ---- | ----------------------------------------------------------------------------------------------- | ----------------------- | ---------------- | --- | -------- |
|      | Sachgesamtheit Alte Dresden-Teplitzer Poststraße in Niederseidewitz                             | Niederseidewitz (Karte) | 18. Jh. (Straße) | Alte Dresden-Teplitzer Poststraße mit folgenden Sachgesamtheitsteilen: Gemeinde Bad Gottleuba-Berggießhübel - OT Breitenau (ID-Nr. 09227035) und OT Börnersdorf (ID-Nr. 09302534), Gemeinde Bahretal - OT Göppersdorf (ID-Nr. 09227034), Gemeinde Liebstadt - OT Herbergen (ID-Nr. 09227033) und Gemeinde Altenberg - OT Fürstenwalde (ID-Nr. 09278924 und ID-Nr. 09279071) und OT Liebenau (ID-Nr. 09279070) – regionalgeschichtlich und verkehrsgeschichtlich von Bedeutung. Anmerkung: Straßenabschnitt von der Seidewitzbrücke an der Eulmühle bis Niederseidewitz. | 09229999 |
|      | Sachgesamtheitsbestandteil der Sachgesamtheit Alte Dresden-Teplitzer Poststraße in Herbergen    | Herbergen (Karte)       | 18. Jh. (Straße) | Sachgesamtheitsbestandteil der Sachgesamtheit Alte Dresden-Teplitzer Poststraße (ID-Nr. 09229999): Straße im OT Herbergen – regionalgeschichtlich und verkehrsgeschichtlich von Bedeutung. Anmerkung: Straßenabschnitt nördlich vom Erlichtteich. | 09227033 |
|      | Sachgesamtheitsbestandteil der Sachgesamtheit Alte Dresden–Teplitzer Poststraße in Göppersdorf  | Göppersdorf (Karte)     | 18. Jh. (Straße) | Sachgesamtheitsbestandteil der Sachgesamtheit Alte Dresden-Teplitzer Poststraße (ID-Nr. 09229999): Straße im OT Göppersdorf – regionalgeschichtlich und verkehrsgeschichtlich von Bedeutung. Anmerkung: Straßenabschnitt vom Erlichtteich über Göpperdorf bis Wingendorf. | 09227034 |
|      | Sachgesamtheitsbestandteil der Sachgesamtheit Alte Dresden-Teplitzer Poststraße in Börnersdorf  | Börnersdorf (Karte)     | 18. Jh. (Straße) | Sachgesamtheitsbestandteil der Sachgesamtheit Alte Dresden-Teplitzer Poststraße: Straße im OT Börnersdorf – regionalgeschichtlich und verkehrsgeschichtlich von Bedeutung. | 09302534 |
|      | Sachgesamtheitsbestandteil der Sachgesamtheit Alte Dresden-Teplitzer Poststraße in Breitenau    | Breitenau (Karte)       | 18. Jh. (Straße) | Sachgesamtheitsbestandteil der Sachgesamtheit Alte Dresden-Teplitzer Poststraße (ID-Nr. 09229999): Straße im OT Breitenau – regionalgeschichtlich und verkehrsgeschichtlich von Bedeutung. Anmerkung: Straßenabschnitt südlich der Autobahn A17. | 09227035 |
|      | Sachgesamtheitsbestandteil der Sachgesamtheit Alte Dresden-Teplitzer Poststraße in Liebenau     | Liebenau (Karte)        | 18. Jh. (Straße) | Sachgesamtheitsbestandteil der Sachgesamtheit Alte Dresden-Teplitzer Poststraße (ID-Nr. 09229999): Straße im OT Liebenau – regionalgeschichtlich und verkehrsgeschichtlich von Bedeutung. Anmerkung: Straßenabschnitt südlich der Autobahn A17 durch die Harte bis zur Hauptstraße Liebenau-Fürstenwalde. | 09279070 |
|      | Sachgesamtheitsbestandteil der Sachgesamtheit Alte Dresden-Teplitzer Poststraße in Fürstenwalde | Fürstenwalde (Karte)    | 18. Jh. (Straße) | Sachgesamtheitsbestandteil der Sachgesamtheit Alte Dresden-Teplitzer Poststraße (ID-Nr. 09229999): Straße im OT Fürstenwalde – regionalgeschichtlich und verkehrsgeschichtlich von Bedeutung. Anmerkung: Straßenabschnitt nördlich des Ortes. | 09278924 |
|      | Sachgesamtheitsbestandteil der Sachgesamtheit Alte Dresden-Teplitzer Poststraße in Fürstenwalde | Fürstenwalde (Karte)    | 18. Jh. (Straße) | Sachgesamtheitsbestandteil der Sachgesamtheit Alte Dresden-Teplitzer Poststraße (ID-Nr. 09229999): Straße im OT Fürstenwalde – regionalgeschichtlich und verkehrsgeschichtlich von Bedeutung. Anmerkung: Straßenabschnitt südlich des Ortes bis zum „Schwarzen Kreuz“ an der Grenze zu Böhmen. | 09279071 |

Hinweis: Die Streckenabschnitte von Dresden über Dohna bis Meusegast stehen nicht unter Denkmalschutz, ebenso der Abschnitt der sogenannten „Hohen Straße“ von Niederseidewitz über Nentmannsdorf und Borna bis Herbergen. 

## Postmeilensäulen an der Alten Dresden-Teplitzer Poststraße
Die Alte Dresden-Teplitzer Poststraße ist an mehreren Stellen durch alte Kursächsische Postmeilensäulen markiert, die ebenfalls unter Denkmalschutz stehen und in dieser Liste zusammengestellt sind.
| Bild           | Bezeichnung                                             | Lage                            | Datierung                         | Beschreibung | ID       |
| -------------- | ------------------------------------------------------- | ------------------------------- | --------------------------------- | --- | -------- |
| Weitere Bilder | Kursächsische Postmeilensäule in Dohna                  | Dohna, Am Markt - (Karte)       | bez. 1731                         | Kursächsische Postmeilensäulen (Sachgesamtheit). Kopie der Distanzsäule, verkehrsgeschichtlich von Bedeutung. Sandstein, verschiedene Inschriften zu Entfernungen, Obelisk auf Postament (mit Wappen und Krone). Denkmaltext: Kopie der Kursächsischen Distanzsäule bezeichnet 1731, aus Sandstein steht an dominanter Stelle auf dem Marktplatz. Sie ist ein in der typischen Form mit Entfernungsangaben beschrifteter Obelisk auf hohem Sockel, mit je zwei polnischen und Kurwappen sowie „AR“-Monogramm und Posthornzeichen. Sie markiert den Beginn des Anstieges der Alten Dresden-Teplitzer Poststraße hin zu den Passhöhen im Osterzgebirge und stand ursprünglich an der Leschestraße. 1910, 1954 und 1960 wurde die Säule restauriert.                                                                           | 09221502 |
|                | Kursächsische Postmeilensäule Nr. 7 in Dohna            | Dohna, Reppchenstraße - (Karte) | bez. 1732                         | Kursächsische Postmeilensäulen (Sachgesamtheit). Kopie eines Viertelmeilensteins, verkehrsgeschichtlich von Bedeutung. Sandsteinblock mit dachförmiger Bekrönung, mit Posthornzeichen und Initialen AR, Reihennummer 7. Denkmaltext: Kopie eines Kursächsischen Viertelmeilensteins aus Sandstein mit verschiedenen Inschriften "A.R", "1732", dem Posthornzeichen und der Reihennummer gehörte zur Alten Dresden-Teplitzer Poststraße. Der Stein steht ca. 100 m von seinem ursprünglichen Standort entfernt. Nach 1910 wurde er ergänzt und neu aufgestellt. 1956 wurde der Stein restauriert. | 09221535 |
|                | Kursächsische Postmeilensäule Nr. 8 in Meusegast        | Meusegast (Karte)               | bez. 1729                         | Kursächsische Postmeilensäulen (Sachgesamtheit). Kopie einer Ganzmeilensäule, verkehrsgeschichtlich von Bedeutung. Sandstein, verschiedene Inschriften „Nach Dresden 4 St., nach Teplitz 8 1/2 St.“, Initialen AR, Posthornzeichen und Jahreszahl. Denkmaltext: Kopie einer Ganzmeilensäule aus Sandstein mit verschiedenen Inschriften „Nach Dresden 4 St., nach Teplitz 8 1/2 St.“, Initialen „AR“, Posthornzeichen und Jahreszahl 1729. Gehörte zur Alten Dresden-Teplitzer Poststraße und trägt die Reihennummer 8. 1945 wurde die Spitze restauriert. | 09223158 |
|                | Kursächsische Postmeilensäule Nr. 9 in Niederseidewitz  | Niederseidewitz (Karte)         | bez. 1729 (Viertelmeilenstein)    | Kursächsische Postmeilensäulen (Sachgesamtheit). Postmeilensäule; Viertelmeilenstein, Sandsteinblock mit Aufsatz, verkehrsgeschichtlich von Bedeutung. Viertelmeilenstein aus Sandstein mit verschiedenen Inschriften "A.R", "1723" und dem Posthornzeichen gehörte zur Alten Dresden-Teplitzer Poststraße und ist mit der Reihennummer 9 bezeichnet. 1965 wurde der Stein restauriert. | 09224194 |
|                | Kursächsische Postmeilensäule Nr. 10 in Niederseidewitz | Niederseidewitz (Karte)         | bez. 1729 (Viertelmeilenstein)    | Kursächsische Postmeilensäulen (Sachgesamtheit). Postmeilensäule; Kopie einer Halbmeilensäule, verkehrsgeschichtlich von Bedeutung. Kursächsische Halbmeilensäule aus Sandstein mit verschiedenen Inschriften "Dreßden 5 St., Toeplitz 7 ½ St.", "1729" Posthornzeichen vergoldet, seitlich ist die Reihennummer 10 angebracht. Die Säule gehörte zur Alten Dresden-Teplitzer Poststraße, 1967/68 restauriert, Kopfstück und Sockel ergänzt. Anmerkung: Jetzt am neuen Standort Oberseidewitz (Bushaltestelle Viehanlage). | 09224192 |
|                | Kursächsische Postmeilensäule Nr. 11 in Nenntmannsdorf  | Borna-Gersdorf (Karte)          | bez. 1722, 2012 (Nachbildung)     | Kursächsische Postmeilensäule (Viertelmeilenstein), an der Straße von Laurich nach Herbergen, Reihennummer 11 | 09307192 |
| Weitere Bilder | Kursächsische Postmeilensäule Nr. 12 am Erlichtteich    | Göppersdorf (Karte)             | bez. 1729                         | Kursächsische Postmeilensäulen (Sachgesamtheit). Kopie der Ganzmeilensäule, verkehrsgeschichtlich von Bedeutung. Die Kopie der Ganzmeilensäule (bezeichnet 1729) wurde aus Sandstein hergestellt und weist die Inschriften "AR", "Nach Toeplitz 6 1/2 St." auf der einen Seite und auf der anderen Seite "Nach Dreßeden 6 St., nach Dohna 2 1/2 St." sowie die Reihennummer 12 (Zählung von Dresden aus) auf. Der Sockel wurde 1963, Schaft und Spitze 1986 erneuert. Als Bestandteil des oben beschriebenen Vermessungssystems kommt auch diesem Stein eine große verkehrsgeschichtliche Bedeutung zu. Sandstein, verschiedene Inschriften „AR“ „Nach Toeplitz 6 1/2 St.“ und auf der anderen Seite „Nach Dreßeden 6 St., nach Dohna 2 1/2 St.“, seitlich Reihennummer 12 angebracht. Anmerkung: Standort am Erlichtteich. | 09224775 |
|                | Kursächsische Postmeilensäule Nr. 13 in Göppersdorf     | Göppersdorf-Wingendorf          | 2012 (Nachbildung)                | Kursächsische Postmeilensäule (Viertelmeilenstein), Reihennummer 13, kein Denkmal! |          |
|                | Kursächsische Postmeilensäule Nr. 14 in Börnersdorf     | Börnersdorf (Karte)             | 18. Jh.                           | Kursächsische Postmeilensäulen (Sachgesamtheit). Postmeilensäule; Kopie einer Halbmeilensäule, verkehrsgeschichtlich von Bedeutung. Kopie einer Kursächsischen Halbmeilensäule aus Sandstein, mit verschiedenen Inschriften. "AR", "nach Dohna 3 1/2 St.", "nach Dresden 2 St." und Posthornzeichen, "1732", seitlich ist die Reihennummer 14 angebracht, erneuert 1988. 2012 letztmals restauriert. | 09224780 |
|                | Kursächsische Postmeilensäule1 Nr. 15 in Börnersdorf    | Börnersdorf (Karte)             | 18. Jh.                           | Kursächsische Postmeilensäulen (Sachgesamtheit). Postmeilensäule; Viertelmeilenstein (Original), verkehrsgeschichtlich von Bedeutung. Viertelmeilenstein aus Sandstein mit verschiedenen Inschriften "AR", "1732" und dem Posthornzeichen, sowie die Reihennummer 15 (von Dresden aus gezählt); 1955 und 1978 restauriert. | 09224782 |
|                | Kursächsische Postmeilensäule Nr. 16 in Breitenau       | Breitenau (Karte)               | bezeichnet 1732 (Ganzmeilensäule) | Kursächsische Postmeilensäulen (Sachgesamtheit). Postmeilensäule; Kopie einer Ganzmeilensäule, verkehrsgeschichtlich von Bedeutung. Die Kopie der Ganzmeilensäule (bez. 1732) wurde aus Sandstein hergestellt und weist die Inschriften "Nach Toeplitz 4 1/2 St." auf der einen Seite und auf der anderen Seite "Nach Dohna 4 1/2 St. Nach Dreßden 8 St." sowie die Reihennummer 16 (Zählung von Dresden aus) auf. Die Spitze wurde 1985 erneuert und wieder aufgestellt. Als Bestandteil des oben beschriebenen Vermessungssystems kommt auch diesem Stein eine große verkehrsgeschichtliche Bedeutung zu. | 09224815 |
|                | Kursächsische Postmeilensäule Nr. 17 in der Harthe      | Liebenau (Karte)                | bez. 1729 (Postmeilensäule)       | Kursächsische Postmeilensäulen (Sachgesamtheit). Postmeilensäule; Kopie eines Viertelmeilensteins, verkehrsgeschichtlich von Bedeutung. Am Nordeingang des Waldstückes Harthewald befindet sich der 1732 aufgestellte Viertelmeilenstein Nr. 17 der Alten Dresden-Teplitzer Poststraße. Er zeigt beidseitig ein kopfstehendes Posthorn. Der Stein zerbrach 1955 nach dem Anprall eines Traktors, wurde aber im gleichen Jahr durch die Bildhauerfirma Kajer aus Berggießhübel wieder instand gesetzt und erneut aufgestellt. Bei dem heutigen Stein handelt es sich um eine Nachbildung, das Original befindet sich im Osterzgebirgsmuseum Schloss Lauenstein. | 09304932 |
|                | Kursächsische Postmeilensäule Nr. 18 in Fürstenwalde    | Fürstenwalde (Karte)            | bez. 1729 (Postmeilensäule)       | Kursächsische Postmeilensäulen (Sachgesamtheit). Postmeilensäule; Halbmeilensäule, Sandstein, mit Inschrift und Höhenbolzen, verkehrsgeschichtlich von Bedeutung. Kursächsische Halbmeilensäule 2 m hoch, aus Sandstein, mit verschiedenen Inschriften. Spiegel 1: "Dreßden 9 St / Toeplitz 3 1/2 St.", "1729" und Posthorn. Sie ist die Säule Nummer 18 der "Alte-Dresden-Teplitzer-Straße". Die Säule verjüngt sich nach unten. 1902 und 1967 wurde die Säule restauriert. | 09277535 |
|                | Kursächsische Postmeilensäule Nr. 19 in Fürstenwalde    | Fürstenwalde (Karte)            | 2012 (Nachbildung)                | Kursächsische Postmeilensäule (Viertelmeilenstein), am Abzweig zum Schwarzen Kreuz, Reihennummer 19, kein Denkmal! |          |

## Ausführliche Denkmaltexte
1. 1 2 3 4 5 6 7 8 9 10 11  Im Jahre 1722 begann man im Kurfürstentum Sachsen mit der Aufstellung der Kursächsischen Postmeilensäulen. Kurfürst Friedrich August I. wollte hierdurch ein zeitgemäßes Verkehrs- und Transportleitsystem im Kurfürstentum aufbauen, um Handel und Wirtschaft zu fördern. Er beauftragte mit Generalvollmacht Magister Adam Friedrich Zürner (1679–1742) mit der Durchführung. Das System der Postmeilensäulen umfasste Distanzsäulen, Viertelmeilensteine, Halb- und Ganzmeilensäulen. Die Distanzsäulen sollten in den Städten vor den Stadttoren, später nur auf den Marktplätzen aufgestellt werden. Entlang der Poststraßen wurden Viertelmeilensteine, Halb- und Ganzmeilensäulen aufgestellt. Sie erhielten eine fortlaufende Nummerierung (Reihennummer), beginnend vom Anfang der Vermessung. Die Ganzmeilensäulen wurden außerhalb der Städte an den Poststraßen im Abstand von 1 Meile (= 9,062 km) aufgestellt. Die Distanzsäulen waren mit dem Monogramm „AR“ für „Augustus Rex“, dem polnisch-litauischen und kursächsischen Doppelwappen sowie der polnischen Königskrone gekennzeichnet. Die Ganzmeilen-, Halbmeilensäulen und Viertelmeilensteine waren alle ähnlich beschriftet, alle trugen kein Wappen, aber das Monogramm „AR“. Die Entfernungsangaben erfolgten in Wegestunden (1 Stunde = ½ Postmeile = 4,531 km). Dieses Meilensystem war das erste europäische Verkehrsleitsystem. Der hier betrachteten Säule kommt als Teil des überregional bedeutenden Postwegesystems eine hohe verkehrsgeschichtliche Bedeutung zu.